# Maria Bründl (Steinberg-Dörfl)

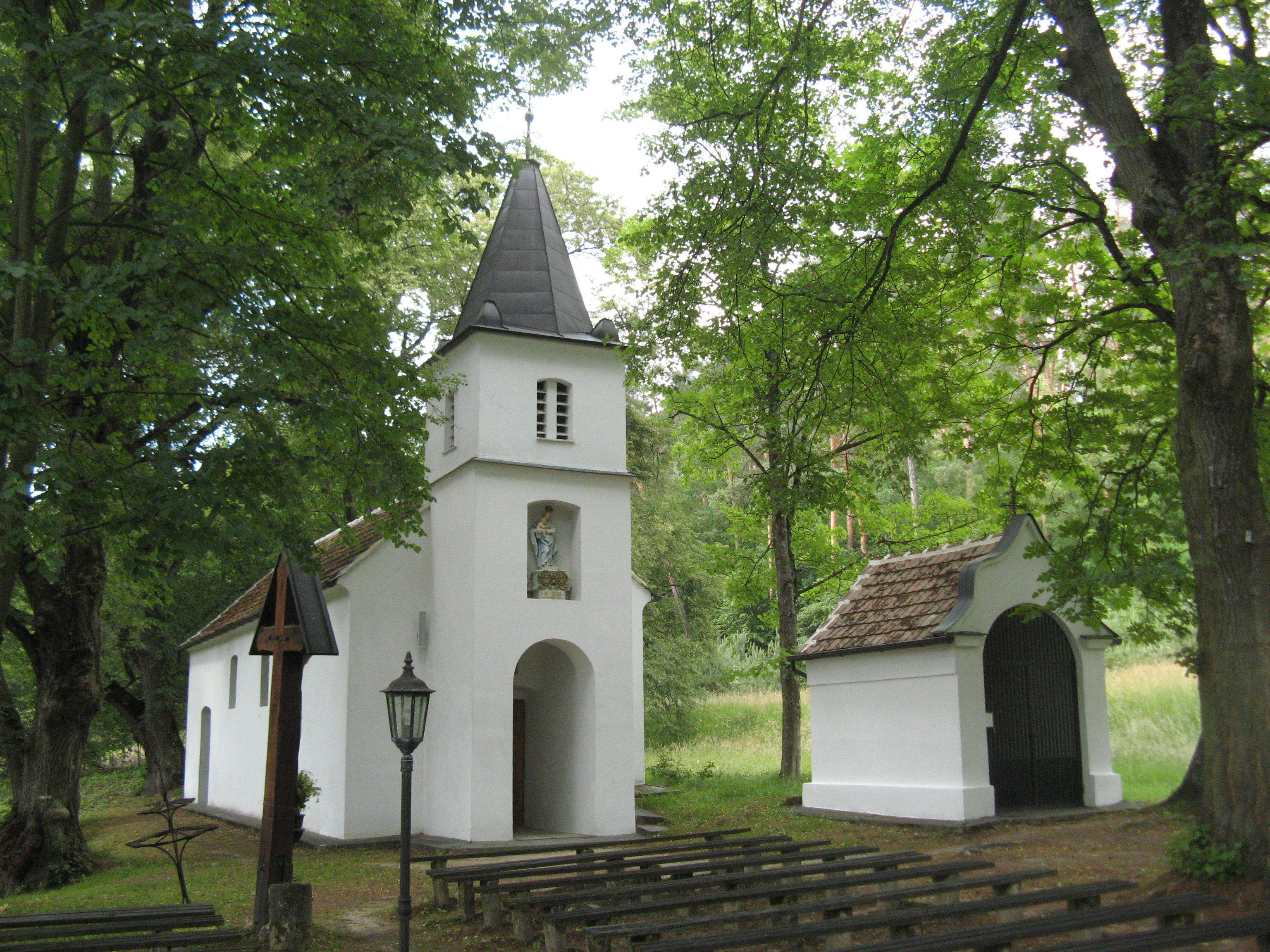
Wallfahrtskapelle Maria Bründl mit Beichtkapelle und Sitzbänken im Freien (2012)

Die Wallfahrtskapelle Maria Bründl ist eine römisch-katholische Kapelle im Ort Dörfl in der Marktgemeinde Steinberg-Dörfl im Bezirk Oberpullendorf im Burgenland und steht mit der danebenstehenden Beichtkapelle unter Denkmalschutz.
1677 begann eine Wallfahrt zu einer Marienstatue neben einer Quelle. Die Wallfahrtskapelle steht westlich vom Ort Dörfl in einem Wald und wurde 1720 mit Gabriel Esterházy erbaut.
Der langgestreckte einschiffige Bau wurde ein Südturm vorgestellt, welcher im Erdgeschoß eine kleine Vorhalle zur Kirche bildet. Über dem offenen Rundbogenportal ist eine Nische mit der Steinfigur Maria mit Kind auf einem Sockel und einem Doppelwappen, welche laut Inschrift 1677 von Matthias Hedly gestiftet wurde.
Der dreijochige Saalraum mit einem flachen Platzlgewölbe zwischen Gurten und Pilastern hat ein viertes niedriges flach geschlossenes Joch als Sakristei.
Der Altar zwischen dem 3. und 4. Joch aus dem 3. Viertel des 18. Jahrhunderts ist eine Rokoko-Retabelwand mit Opfergangsportalen und zeigt das Gnadenbild Unserer Lieben Frau von der immerwährenden Hilfe.
Die Beichtkapelle neben der Kapelle ist ein kleiner barocker Bau mit geschweiftem Giebel. Der Altar aus dem 18. Jahrhundert zeigt das Altarbild Sieben Schmerzen Mariens und trägt eine Figur hl. Sebastian.